# Aliança Nacional (Letônia)
A Aliança Nacional (em letão: Nacionālā apvienība), de nome oficial Aliança Nacional "Tudo pela Letónia - Pela Pátria e Liberdade/LNNK" (em letão: Nacionālā apvienība „Visu Latvijai! – Tēvzemei un Brīvībai/LNNK) é um partido político da Letónia.
Inicialmente, a Aliança foi formada como uma coligação eleitoral por dois partidos nacionalistas: Pela Pátria e Liberdade/LNNK e Tudo pela Letónia, após terem sido recusados na Unidade. A Aliança foi transformada em partido político em 2011.
O partido é membro da Aliança dos Reformistas e Conservadores Europeus e atualmente o seu secretário-geral é Uģis Mitrevics.

## Ideologia partidária
O partido junta várias correntes políticas: nacionalistas, conservadoras e populistas, sendo defensor do liberalismo económico e crítico da União Europeia, da globalização e anteriormente da Rússia, mas passou a aliar-se à Rússia com o passar do tempo. Esta possível aliança com a Rússia foi rompida a partir de Maidan, com o partido a formar com os diverso movimentos nacionalistas ucranianos e assumindo uma retórica fortemente anti-russa.

## Resultados eleitorais

### Eleições parlamentares
| Data | CI. | Votos   | %            | +/-  | Deputados | +/-  | Status   |
| ---- | --- | ------- | ------------ | ---- | --------- | ---- | -------- |
| 2010 | 4.º | 74 028  | 7,8 / 100,0  | Novo | 8 / 100   | Novo | Oposição |
| 2011 | 4.º | 127 208 | 13,9 / 100,0 | 5,1  | 14 / 100  | 6    | Governo  |
| 2014 | 4.º | 151 567 | 16,6 / 100,0 | 2,7  | 17 / 100  | 3    | Governo  |
| 2018 | 5.º | 92 963  | 11,0 / 100,0 | 5,6  | 13 / 100  | 4    | Governo  |
| 2022 | 4.º | 84 939  | 9,4 / 100,0  | 1,6  | 13 / 100  | 0    | Governo  |

### Eleições europeias
| Data | CI. | Votos  | %            | +/-  | Deputados | +/-  |
| ---- | --- | ------ | ------------ | ---- | --------- | ---- |
| 2014 | 2.º | 63 229 | 14,3 / 100,0 | Novo | 1 / 8     | Novo |
| 2019 | 3.º | 77 591 | 16,4 / 100,0 | 2,1  | 2 / 8     | 1    |